# 아르고스 코무니카시온
아르고스 코무니카시온(스페인어: Argos Comunicación)은 멕시코의 텔레비전 제작 회사이다.

## 텔레노벨라
- 라 도냐 (2016년 텔레노벨라)
- 로스 미세라블레스 (2014년 텔레노벨라)
- 세뇨라 아세로
- 엘 세뇨르 데 로스 시엘로스
- 라 파트로나
- 미엔트라스 아야 비다
- 마리나 (텔레노벨라)
- 미라다 데 무헤르